# Onobrychis andalanica
Onobrychis andalanica är en ärtväxtart som beskrevs av Joseph Friedrich Nicolaus Bornmüller. Onobrychis andalanica ingår i släktet esparsetter, och familjen ärtväxter. Inga underarter finns listade i Catalogue of Life.